# Aeroporto de Tallinn
O Aeroporto de Tallinn (em estoniano: Tallinna lennujaam) (IATA: TLL, ICAO: EETN) é um aeroporto internacional na cidade de Tallin, capital da Estónia, sendo o principal aeroporto do país. Também é o hub principal da Nordica.